# Științe politice
Științele politice, un subgrup al științelor sociale, analizează activitățile, teoriile și comportamentele politice. În cultura occidentală, este deseori afirmat că studiul politicii izvorăște din filosofia grecească antică, mai exact cu dialogul Republica al lui Platon și, mai apoi, cu Politica lui Aristotel.  
Științele politice (sau politologia) se ocupă simultan de studiul practicii (de exemplu, administrație publică, politici externe și interne) și teoriei politice (despre libertate, drepturi, egalitate, putere ș.a.). Astfel, politologia include următoarele subdiscipline: politică comparată, filozofie politică, relații internaționale, economie politică, metodologie politică, administrație publică.  
Din punct de vedere metodologic, științele politice folosesc practici de cercetare comune științelor sociale: experimente observaționale, naturale, de teren, chestionare, analiză a unor documente istorice. Ca în orice știință, metodele de cercetare sunt folosite pentru a testa anumite mecanisme cauzale implicate de conceptele (variabilele) ce apar într-o teorie.